# Diözese Bangor

Wappen der Diözese Bangor

Das Bistum Bangor oder die Diözese Bangor (lateinisch Dioecesis Bangorensis) ist eine Diözese der anglikanischen Church in Wales mit Sitz in Bangor (Wales). Bis zur englischen Reformation war es eine römisch-katholische Diözese.

## Geschichte

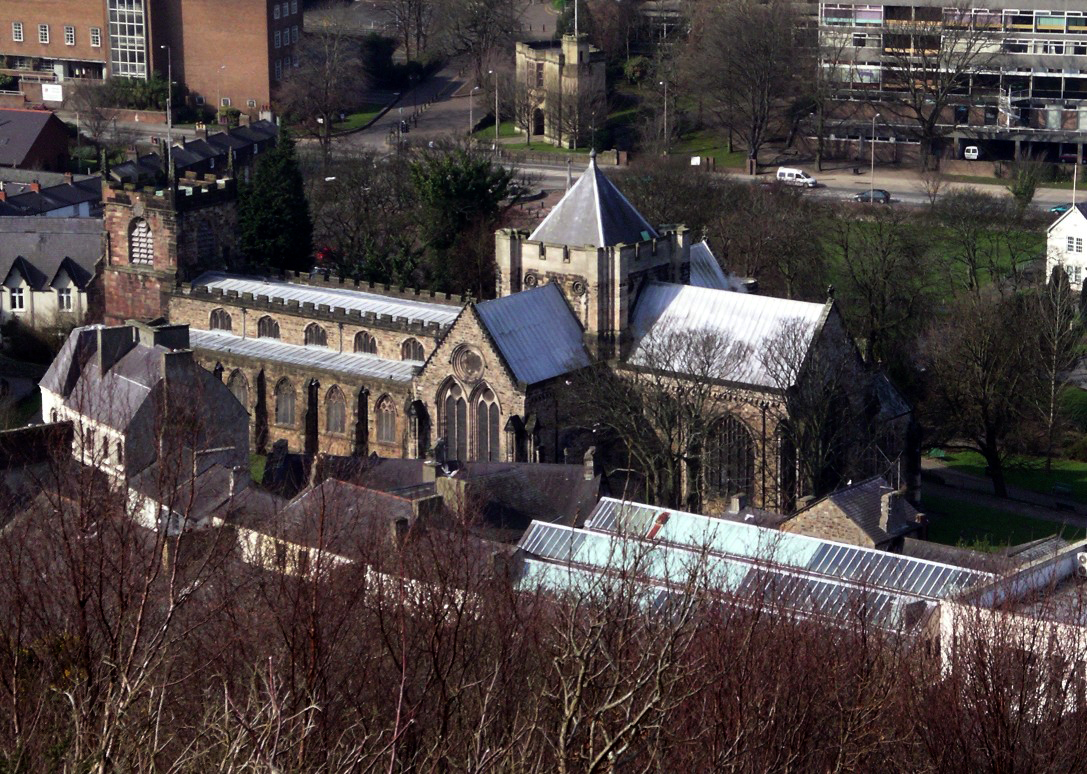
Kathedrale in Bangor

Das Bistum Bangor wurde im Jahre 546 errichtet. Erster Bischof war Deiniol. Die Kathedrale wurde im 12. Jahrhundert auf den Überresten des Klosters des Heiligen Deiniol erbaut. Der letzte römisch-katholische Bischof, William Glyn, starb am 21. Mai 1558.
Das katholische Bistum Bangor war dem Erzbistum Canterbury als Suffraganbistum unterstellt.
Nach der englischen Reformation gehörte das Bistum Bangor zur Kirchenprovinz Canterbury der Church of England, bis die walisische anglikanische Kirche 1920 als Church in Wales selbständig wurde.